# Dorfkirche Zabakuck

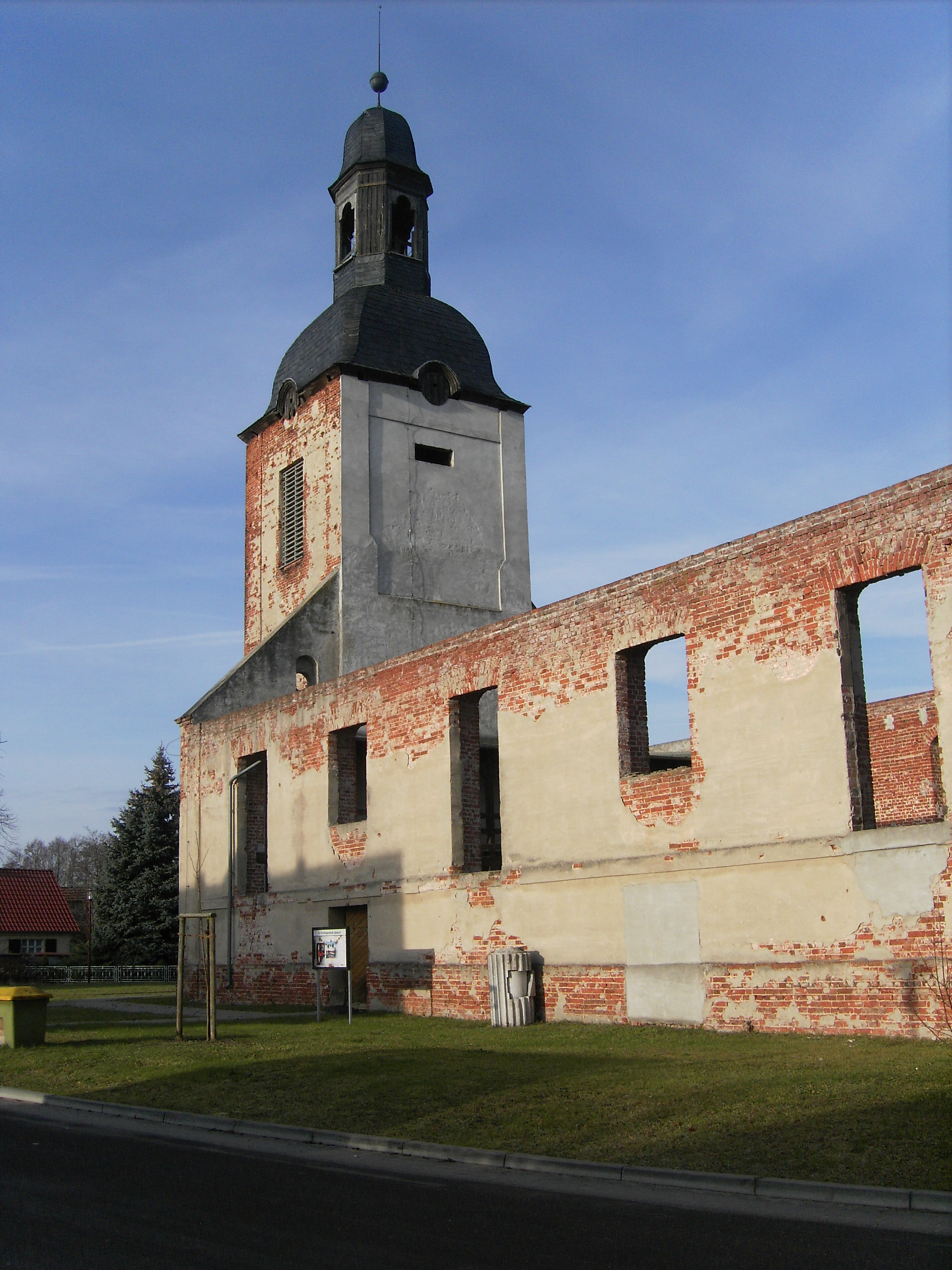
Blick auf den Turm von Südosten

Die Dorfkirche in Zabakuck ist ein evangelisches Kirchengebäude in Zabakuck, einem Ortsteil der Stadt Jerichow im Landkreis Jerichower Land in Sachsen-Anhalt.  Sie befindet sich am Dorfanger im Zentrum des Dorfes. 
 Die Gemeinde gehört zum Kirchspiel Schlagenthin im Kirchenkreis Elbe-Fläming der Evangelischen Kirche in Mitteldeutschland. 

Von der aus dem 19. Jahrhundert stammenden Kirche sind heute nur noch Turm und Außenwände des Kirchenschiffes erhalten. 

## Geschichte

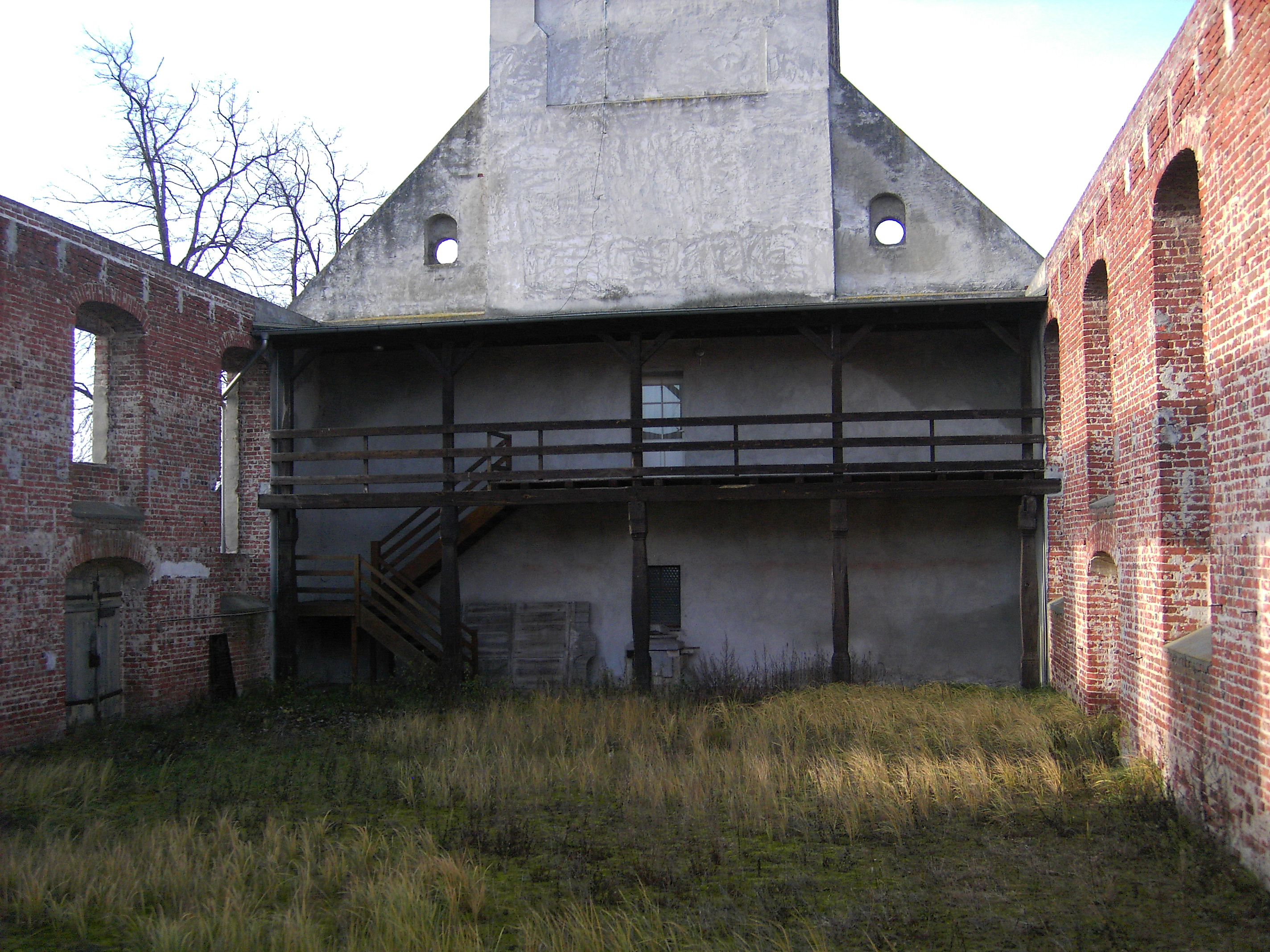
Blick in den Innenraum

Der Vorgänger der jetzigen Kirche – eine mit Holzschindeln gedeckte Backsteinkirche – brannte im Oktober 1793 ab. Mit dem Neubau der Kirche wurde 1801 begonnen. Außenmauern, Kirche und Turm konnten bis  1805 fertiggestellt werden, während der Innenausbau der Kirche erst später begann und von 1815 bis 1817 dauerte. Die Kirche wurde am Reformationstag 1817 eingeweiht. 
Im Zweiten Weltkrieg wurde  die Kirche durch Granateneinschläge und Kampfhandlungen stark beschädigt. Erst Anfang der 50er Jahre fanden notdürftige Reparaturarbeiten statt, konnten aber den Verfall des Gebäudes nicht aufhalten. 1954 wurden im Westteil der Kirche zwei Räume ausgebaut. Ab 1964 fand der Gottesdienst im gegenüberliegenden Pfarrhaus statt, so dass die Kirche nicht mehr genutzt wurde. Pfingsten 1973 stürzte infolge des fortschreitenden Verfalls ein Drittel des Kirchendaches und im Juni 1980 ein weiteres Drittel ein. Das letzte Drittel wurde 1983 wegen Einsturzgefahr abgetragen. Die verbliebenen Trümmer wurden 1992 aus der Kirche entfernt. 
Im Turmuntergeschoss wurde 1995 ein Raum für Gottesdienste eingebaut. 1999 wurden die Außenwände des Kirchenschiffes durch Einbau eines Ringankers gesichert und im oberen Teil des Turms ein Raum für die Christenlehre eingerichtet. Der Zugang erfolgt über eine neu errichtete Holzempore direkt aus dem Kirchenschiff. Am 21. August 1999 fand mit einem Freiluftgottesdienst im Kirchenschiff die Neueinweihung statt.

## Beschreibung und Ausstattung

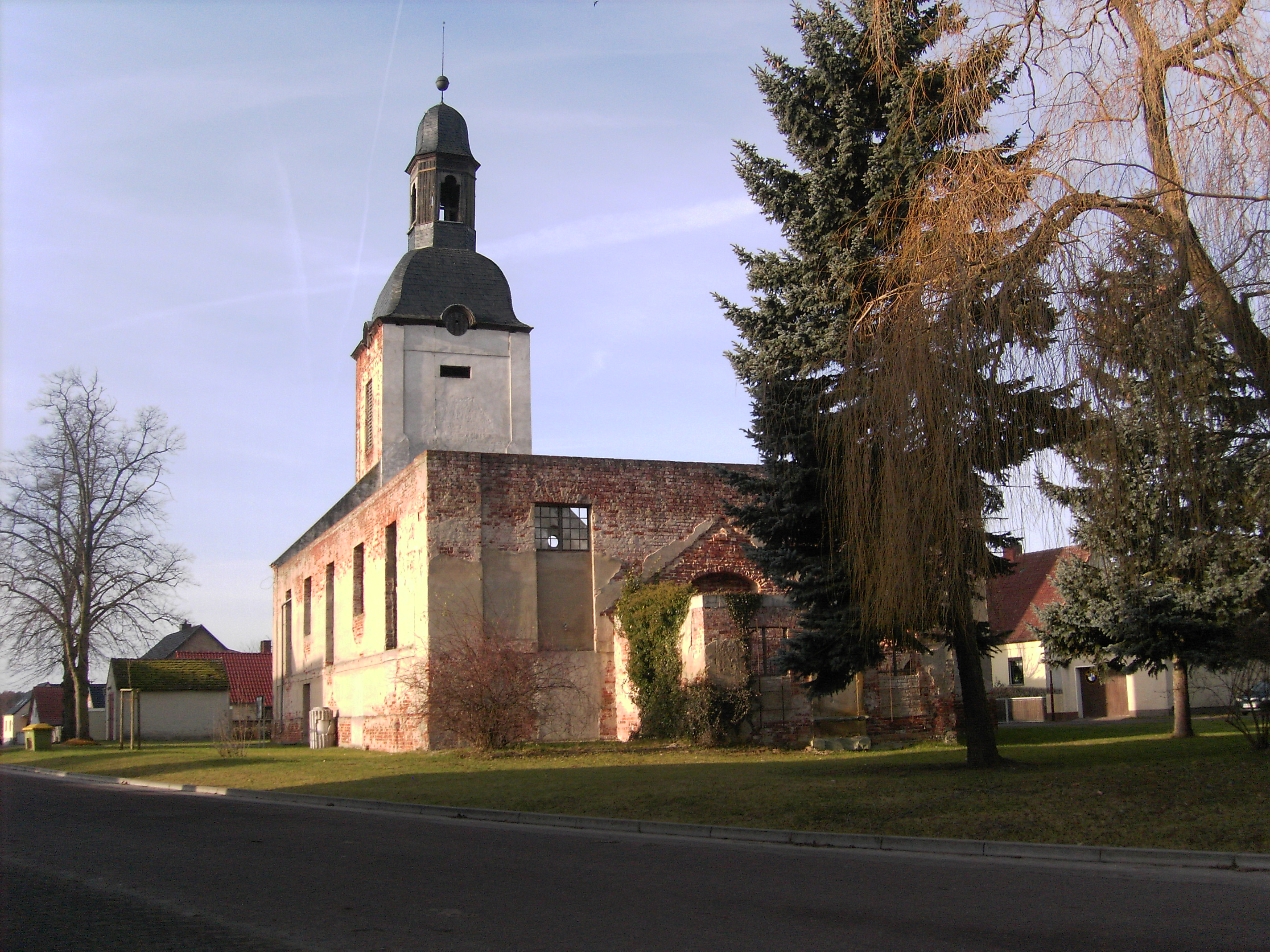
Ansicht von Südosten

Die verputzte Backsteinkirche mit rechteckigem Kirchenschiff hat einen quadratischen Westturm mit 
Schweifdach und einer an den Ecken abgestützten offenen Laterne. Die zunächst dreifach verjüngte Turmspitze wurde bei  Restaurierungsarbeiten 1956 verändert und trägt heute einen helmartigen Aufbau. Der Anbau an der Ostseite der Kirche beherbergt  ein Mausoleum mit der Gruft der Familie von Byern. 
Der Innenraum der Kirche war sehr schlicht gehalten. An der Ostseite stand ein hölzerner Kanzelaltar, rechts und links davon die Patronatslogen der Familie von Byern. Die Orgel wurde 1825 vom Rektor Bergins aus Genthin gestiftet. Die Turmuhr wurde in den Jahren 1835–1840 eingebaut.
Im Turm hingen ursprünglich drei Glocken. Die kleinere Bronzeglocke stammt aus Magdeburg und datiert auf das Jahr 1806. Die anderen beiden Glocken bekam die Gemeinde 1823 vom Preußenkönig Friedrich Wilhelm III. geschenkt. Sie stammen aus der Königlichen Eisengießerei in Berlin. 
Der bemerkenswerteste Ausstattungsgegenstand in der Kirche war ein an der Westwand stehendes Marmordenkmal. Ein dicker marmorner Säulenstumpf auf einem viereckigen Sockel trägt oben einen kleinen amorettenähnlichen Engel aus weißem Marmor, der das ovale Reliefbrustbild der 1789 verstorbenen Anna Ursula Sophie Galster geb. von Rößing,  verwitwete von Byern festhält. Vermutlich handelt es sich um eine Jugendarbeit von Johann Gottfried Schadow. Die Engelsfigur wird heute im Klostermuseum des Klosters Jerichow aufbewahrt.